# Tomopleura
Tomopleura is een geslacht van weekdieren uit de klasse van de Gastropoda (slakken).

## Soorten
- Tomopleura bellardii (Jousseaume, 1883)
- Tomopleura carrota (Laseron, 1954)
- Tomopleura cicatrigula (Hedley, 1922)
- Tomopleura clifdenica Powell, 1942 †
- Tomopleura coffea (Thiele, 1925)
- Tomopleura crassispiralis (Marwick, 1929) †
- Tomopleura dilecta (Hedley, 1903)
- Tomopleura excavata (Hutton, 1877) †
- Tomopleura finlayi Powell, 1942 †
- Tomopleura fuscocincta Gofas & Rolán, 2009
- Tomopleura nivea (Philippi, 1851)
- Tomopleura oscitans Kilburn, 1986
- Tomopleura pouloensis (Jousseaume, 1883)
- Tomopleura reciproca (Gould, 1860)
- Tomopleura reevii (C. B. Adams, 1850)
- Tomopleura regina (Thiele, 1925)
- Tomopleura retusispirata (E. A. Smith, 1877)
- Tomopleura spiralissima Gofas & Rolán, 2009
- Tomopleura striata (P. Marshall, 1917) †
- Tomopleura subtilinea (Hedley, 1918)
- Tomopleura thola (Laseron, 1954)
- Tomopleura tricincta Gofas & Rolán, 2009
- Tomopleura vertebrata (E. A. Smith, 1875)
- Tomopleura waiauensis Powell, 1942 †